# Górki Borze
Górki Borze – wieś w Polsce położona w województwie mazowieckim, w powiecie węgrowskim, w gminie Korytnica.
W latach 1975–1998 miejscowość administracyjnie należała do województwa siedleckiego.
Z miejscowości pochodzi Zofia Węgierska, polska felietonistka, pisarka.
Wierni kościoła rzymskokatolickiego należą do parafii św. Wawrzyńca w Korytnicy.